# Ellen Hartman

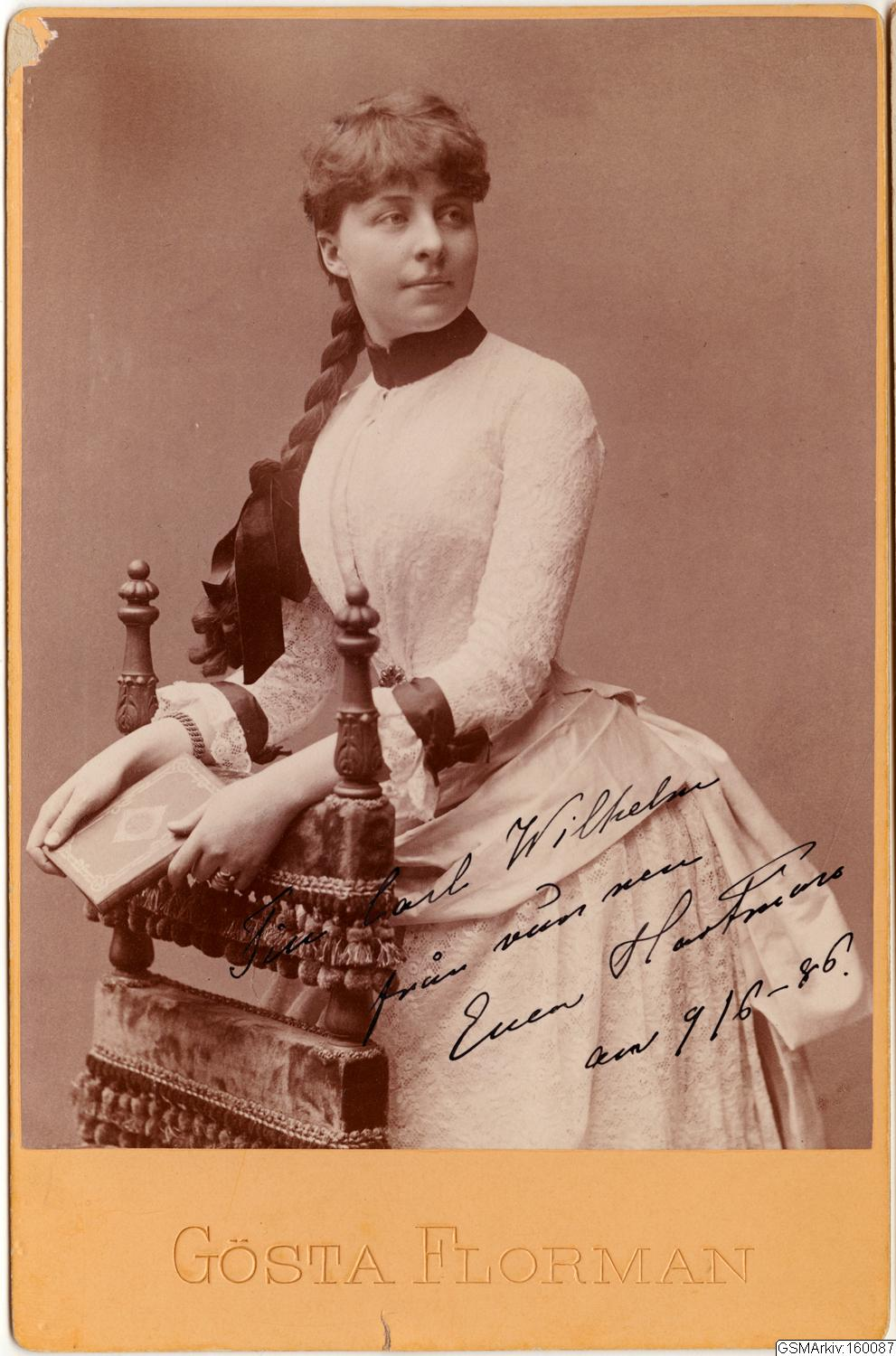
Ellen Hartman, Fotografie von Gösta Florman, ca. 1900

Ellen Hartman-Cederström, geborene Helena Elisabeth Florentina Hedlund (* 31. Juli 1860 in Stockholm; † 4. Januar 1945 ebenda) war eine schwedische Schauspielerin. In den frühen Jahren ihrer Karriere wurde sie unter dem Namen Ellen Hartman bekannt und gehörte in den 1880er und 1890er Jahren zu den beliebtesten Schauspielerinnen auf den Stockholmer Theaterbühnen.

## Leben
Hartman war Schülerin von Bertha Tammelin. Ihr Bruder Fredrik Hedlund war ebenfalls Schauspieler. Ihr Bühnendebüt gab sie im Alter von 17 Jahren 1877 am Svenska teatern in Stockholm und 1878 am Dramatens elevskola. Von 1878 bis 1880 war sie Studentin am Königlichen Dramatischen Theater, wo sie dann von 1880 bis 1891 arbeitete.
Den Durchbruch schaffte Hartman als schelmischer und wahrheitsliebender Teenager „Gurli“ in En räddande engel („Ein rettender Engel“) von Anne Charlotte Leffler im Jahr 1883. Einen ähnlichen Erfolg hatte sie 1887 als „Siri“ in I telefon von Victoria Benedictsson. Ihre Interpretationen dieser Rollen machten beide Stücke zu Erfolgen bei Kritikern und Publikum gleichermaßen. Sie spielte diese Rollen während ihrer gesamten Karriere. Einen der größten Erfolge in jungen Jahren feierte sie mit der Titelrolle der „Cathérine Hübscher“ in Madame Sans-Gêne  von Victorien Sardou. 1886 wurde sie Premierenschauspielerin am Königlichen Dramatischen Theater und erhielt die schwedische königliche Medaille Litteris et Artibus.
1881 heiratete sie den Schauspieler Victor Hartman. Sie hatte einen Sohn, Gustav Herman Hedlund (* 1888), der aber von Gustaf Reinhold von Rosen gezeugt worden sein soll. Hartman löste einen Skandal aus, als sie Anfang Mai 1891 mitten in der Spielzeit mit von Rosen nach Paris durchbrannte und ihre Kollegen im Stich ließ. Ihre Ehe mit Hartman wurde im gleichen Jahr beendet.
Von 1891 bis 1893 lebte und spielte sie in Paris, von wo sie an der Tournee der Theatergruppe von Benoît Constant Coquelin durch Russland und Skandinavien teilnahm. 1893 trat sie in Stücken in französischer Sprache im Théâtre du Vaudeville in Paris auf. 1894 kehrte sie nach Schweden zurück, wo sie bis 1898 erneut in das Königliche Dramatische Theater aufgenommen wurde.
Ab 1898 war sie mit Obersten Freiherrn Bror Cederström verheiratet. Sie beendete ihre Karriere, kehrte aber in den Jahren 1920–1922 vorübergehend mit einem Gastspiel ans Königliche Dramatische Theater zurück. 1924 spielte sie die Gräfin Märta Dohna im Stummfilm Gösta Berlings Saga.
Hartman wurde 1921 in die Sällskapet Nya Idun gewählt. Bei der Eröffnung des Wachsfigurenkabinetts in Stockholm, dem Svenska Panoptikon, war ihre Figur Teil der Szene mit Schauspielerinnen und Schauspielern.
Das Ehepaar Cederström ist auf dem  Nya kyrkogården in Helsingborg begraben.

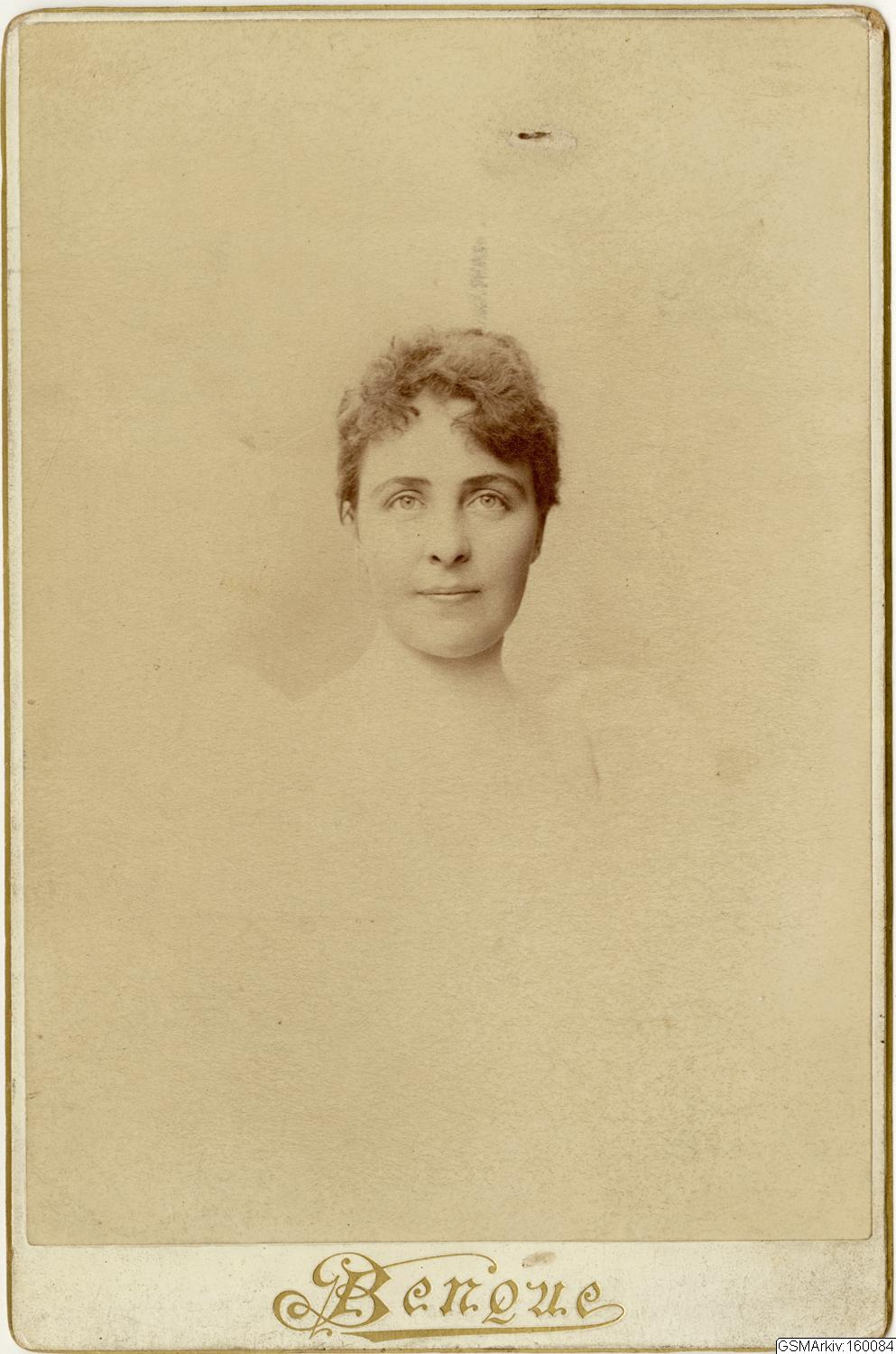
Fotografie, ca. 1890
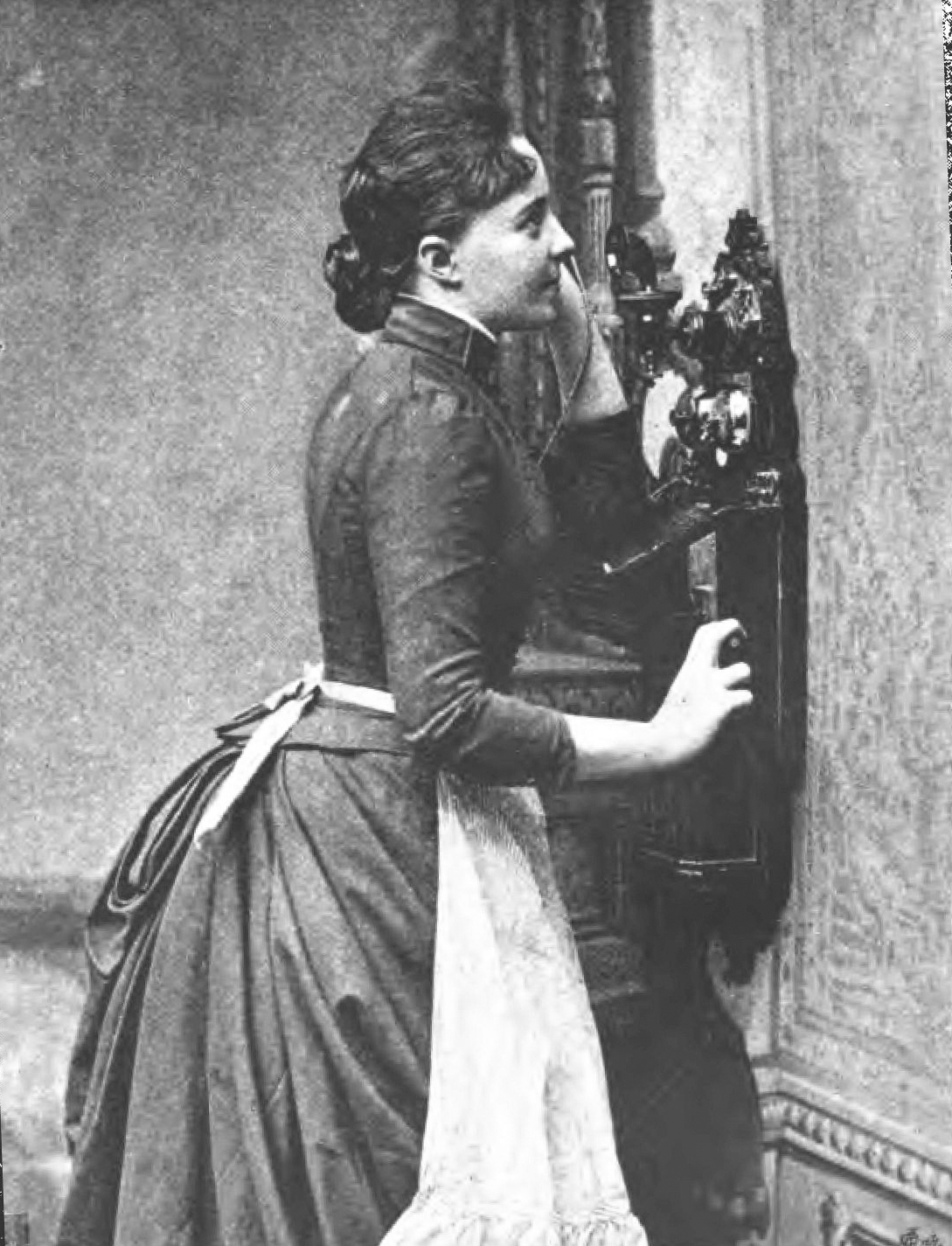
Fotografie in einer Theaterrolle. In: Thalia, 1890
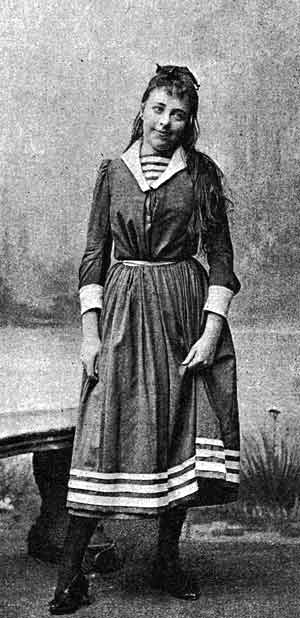
Fotografie in einer Theaterrolle als „kleines Mädchen“, ca. 1890
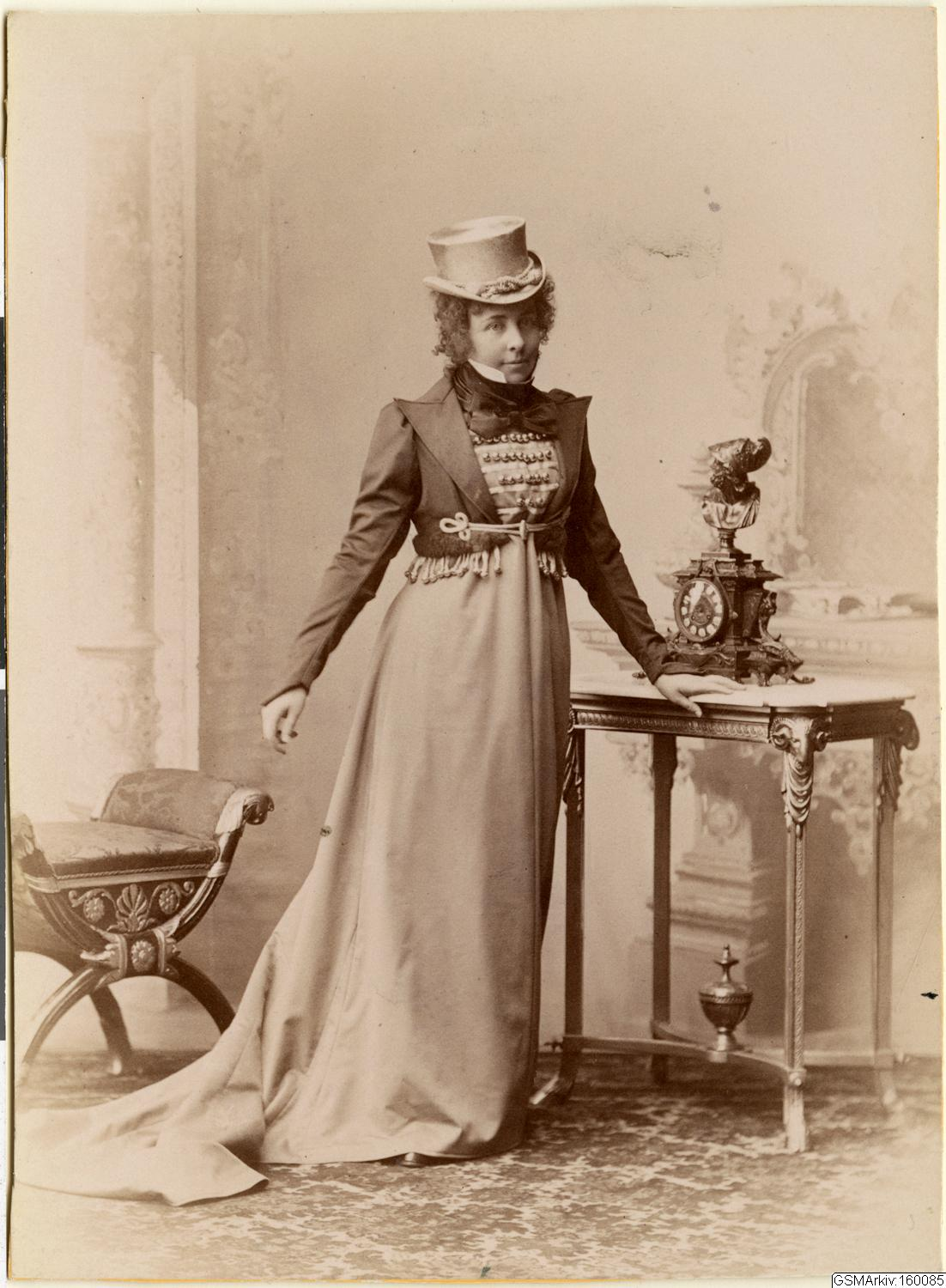
Fotografie in einer Theaterrolle, ca. 1900
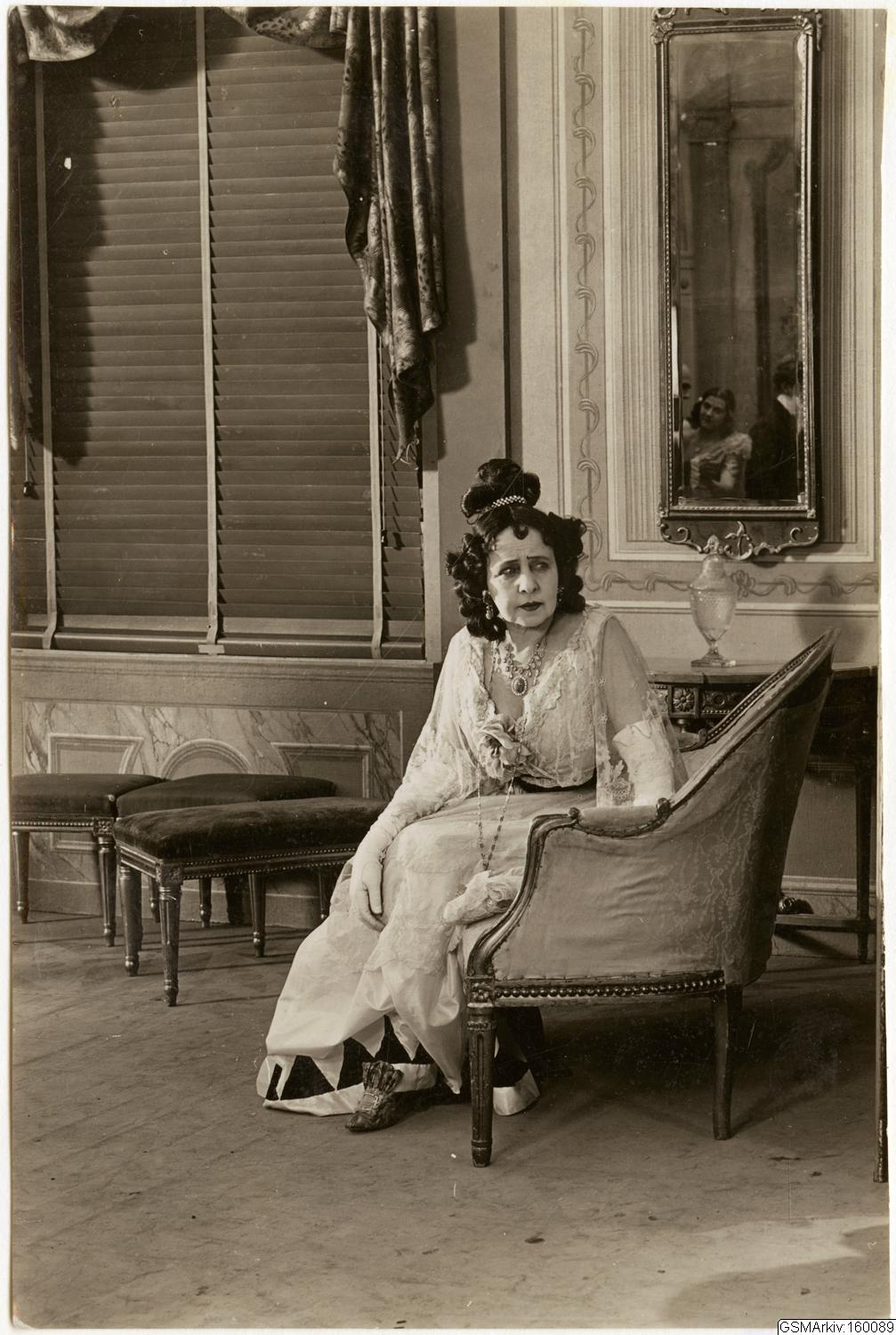
Im Stummfilm Gösta Berlings Saga, 1924